# Savio Dominic Fernandes
Savio Dominic Fernandes (* 29. Januar 1954 in Bombay) ist ein indischer römisch-katholischer Geistlicher und Weihbischof in Bombay.

## Leben
Savio Dominic Fernandes schloss zuerst ein naturwissenschaftliches Studium an der University of Mumbai mit einem Bachelor of Science ab und arbeitete anschließend einige Jahre in diesem Bereich. Später studierte er Philosophie und Katholische Theologie am St. Pius X. College in Goregaon. Dort erlangte er einen Bachelor in Philosophie und einen Bachelor of Theology. Am 8. April 1989 empfing er das Sakrament der Priesterweihe für das Erzbistum Bombay.
Nach der Priesterweihe war Fernandes zunächst als Pfarrvikar der Pfarreien St. Stephen in Cumbala Hill (1989–1996) und Mt. Carmel in Bandra (1996–1997) tätig. 1997 setzte er seine Studien am Päpstlichen Institut St. Peter in Bangalore fort und erwarb 1999 ein Lizenziat im Fach Kanonisches Recht. Nach der Rückkehr ins Erzbistum Bombay wurde Fernandes Richter am erzbischöflichen Kirchengericht sowie im Jahr 2000 zusätzlich persönlicher Sekretär des Erzbischofs von Bombay, Ivan Kardinal Dias, und 2001 auch stellvertretender Kanzler der Kurie. Ab 2002 war er Diözesankanzler. Zudem fungierte er von 2002 bis 2006 als Sekretär der Kommission für Kanonisches Recht und Rechtsangelegenheiten bei der Konferenz katholischer Bischöfe von Indien (CCBI). Außerdem lehrte er bereits ab 1999 Kanonisches Recht am Priesterseminar des Erzbistums Bombay. Darüber hinaus gehörte er der Commission for Reconciliation, dem Stiftungsrat des Social Work Apostolate und ab 2007 dem Konsultorenkollegium des Erzbistums Bombay an. Ferner war er von 2007 bis 2010 stellvertretender Vorsitzender und ab 2010 Vorsitzender des Priesterrats des Erzbistums sowie ab Juni 2012 Verantwortlicher für die Laien, die Vereinigungen von Gläubigen und die Frauen.
Am 15. Mai 2013 ernannte ihn Papst Franziskus zum Titularbischof von Cozyla und zum Weihbischof in Bombay. Die Bischofsweihe spendete ihm und dem gleichzeitig ernannten Weihbischof John Rodrigues der Erzbischof von Bombay, Oswald Kardinal Gracias, am 29. Juni desselben Jahres in der Kirche Saint Michael in Mahim. Mitkonsekratoren waren der Patriarch von Ostindien und Erzbischof des Erzbistums Goa e Damão, Filipe Neri António Sebastião do Rosário Ferrão, und Weihbischof Agnelo Rufino Gracias aus Bombay. Sein Wahlspruch To do all in him who strengthens me („Alles zu tun in ihm, der mich stärkt“) stammt aus Phil 4,13 . Als Weihbischof ist Fernandes zusätzlich Bischofsvikar für die Laien, die Familienpastoral und die Frauen sowie Verantwortlicher für die Dekanate Süd-Mumbai, Andheri und Kurla.
In der Konferenz katholischer Bischöfe von Indien gehört Fernandes zudem der Kommission für Kanonisches Recht und Rechtsangelegenheiten an.